# Smara

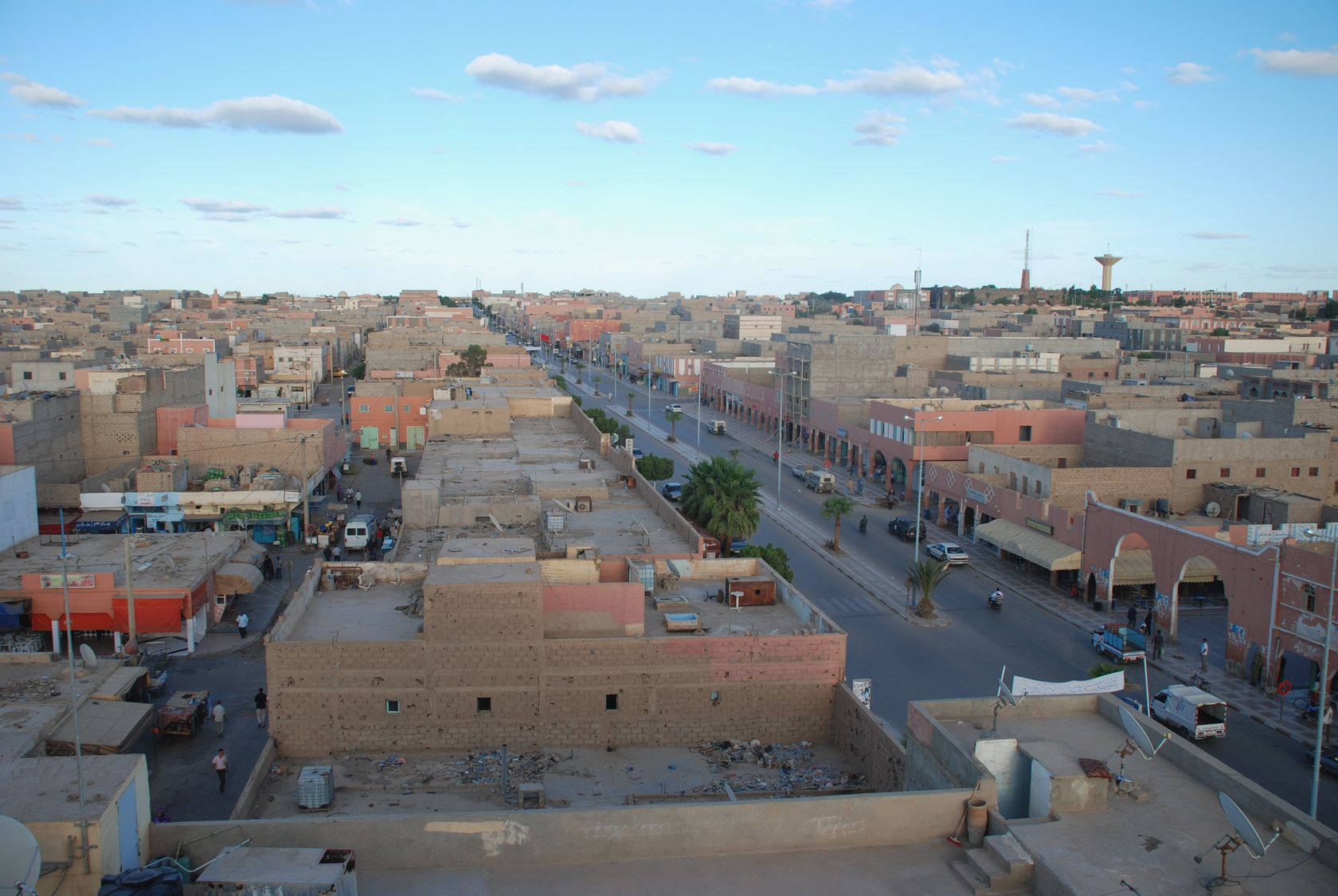
Vy över Smara.

Smara (arabiska: السمارة, även skrivet Es-Semara, Es-Smara eller Semara) är en stad i Västsahara, ett område som sedan 27 februari 1976 ockuperas av Marocko. Staden är enligt Marocko administrativ huvudort för provinsen med samma namn. Folkmängden uppgick till 57 035 invånare vid folkräkningen 2014, vilket gör den till det glesbefolkade Västsaharas tredje största stad efter El-Aaiún och al-Dakhla.
Smara grundades 1869 som en rastplats vid en oas. 1913 förstördes staden nästan helt i kriget mot Frankrike och Spanien, som utvidgade sitt koloniala territorium för Spanska Sahara respektive Franska Marocko. 1975 lämnade Spanien Västsahara, och året efter invaderade Marocko.